# Дарчети
Дарчети (груз. დარჩეთი) — село в Грузии. Находится в Гурджаанском муниципалитете края Кахетия. Высота над уровнем моря составляет 880 метров. Население — 409 человек (2014).